# Hori7on
Hori7on (Koreanisch: 호라이즌 Horaijeun, eigene Schreibweise HORI7ON) ist eine im 2023 gestartete Boygroup aus Manila, Philippinen.
Die Zusammensetzung der K-Pop-/P-Pop-Gruppe wurde im Rahmen einer Ausscheidungsshow, die in Zusammenarbeit zwischen der südkoreanischen Talentagentur MLD Entertainment und dem philippinischen Medienunternehmen ABS-CBN Corporation ausgetragen wurde, ermittelt.
Das musikalische Debüt erfolgte im Sommer 2023 mit der Veröffentlichung des Debütalbums Friend-Ship, das eine Positionierung in den Top-10 der koreanischen Albumcharts erreichte.

## Karriere

### Gründung
Am 7. September 2022 unterzeichneten die Verantwortlichen der Unternehmen MLD Entertainment, ABS-CBN Corporation und Kamp Global einen Vertrag, um eine rein philippinische Boygroup zu formieren, deren Mitglieder von den drei Unternehmen trainiert und gemanagt werden. Das Casting im Vorfeld wurde von Starhunt organisiert.
Die Mitglieder der Gruppe wurden in der Ausscheidungsshow Dream Maker gesucht. Diese wurde zwischen dem 19. November 2022 und dem 12. Februar 2023 auf den philippinischen Fernsehsendern A2Z und Kapamilya Channel gezeigt. Insgesamt nahmen 62 Bewerber bei Dream Maker teil. Am Ende konnten sich Jeromy Batac, Marcus Cabais, Kyler Chua, Vinci Malizon, Reyster Yton, Kim Ng und Winston Pineda in der Sendung durchsetzen. Sie bilden somit die Besetzung der Idol-Gruppe. Die Mitglieder der Boygroup unterzeichneten am 10. März 2023 ihre Exklusivverträge mit MLD Entertainment und ABS-CBN Corporation im Rahmen einer öffentlichen Veranstaltung.
Einzelne Mitglieder hatten bereits vor ihrer Teilnahme an der Ausscheidungsshow Erfahrungen in der Unterhaltungsbranche sammeln können. So ist Marcus Cabais als Kinderschauspieler aktiv und hatte im Jahr 2018 im Alter von neun Jahren sein Filmdebüt, ehe er zwischen 2018 und 2020 im Musical Der König der Löwen Simba spielte. Jeromy Batac war 2017 Teilnehmer an der Variety-Show Little Big Shots und Kim Ng war 2022 in der Reality-Ausscheidungshow Top Class des Senders TV5 zu sehen.

### Promoveröffentlichungen und offizielles Debüt
Vor ihrer Abreise nach Südkorea traten die Mitglieder der Boygroup bei diversen Werbeveranstaltungen auf. Die Gruppe spielte auf den Philippinen eine Mall-Tournee und hielt am 23. April 2023 im New Frontier Theater in Araneta City ihr erstes Fan-Meeting ab. Die Gruppe trat außerdem in unterschiedlichen Variety-Shows auf.
Am 30. April 2023 flogen die Mitglieder der Boygroup nach Südkorea. Aufgrund von Visa-Problemen musste Reyster Yton nachreisen. Lee Hyung-jin, der CEO von MLD Entertainment, gab im Februar 2023 zunächst bekannt, dass die Gruppe im Juni debütieren werde. Allerdings gab ABS-CBN Corporation das Debüt der Boygroup für Juli an. Im Vorfeld erschienen mit Dash am 22. März, Salamat am 5. April und Lovey Dovey am 31. Mai 2023 drei Vor-Debüt-Singles als Musikdownload und im Musikstreaming.
Anfang Juli 2023 gab MLD Entertainment das offizielle Debüt der Gruppe mit der Herausgabe ihres Debütalbums Friend-Ship für den 24. Juli bekannt. Im Vorfeld des offiziellen Debüts zeigte der koreanische Fernsehsender Mnet die Realityserie 100 Days Miracle, die die Vorbereitungen des Septetts für ihr Debüt dokumentiert. Das Album erreichte mit Platz sieben seine höchste Positionierung in den koreanischen Albumcharts.
Am Tag der Albumveröffentlichung brachte die Gruppe zudem ihre offizielle Debütsingle Six7een heraus. Zudem hielt die Idol-Gruppe eine Medien- sowie eine Fanveranstaltung in der Olympic Hall und im Olympic Park Seoul ab. Am 19. und 20. August 2023 hielt die Gruppe ihr erstes Konzert auf internationaler Ebene. Dieses fand im Zuge des Kamp Fest in Mexiko-Stadt statt, wobei Marcus und Jeromy aufgrund der mexikanischen Jugendschutzgesetze nicht auftreten durften. Am 9. September folgte ein Konzert in Manila, um für ihr Debütalbum zu werben.
Am 14. Dezember 2023 wurde die Gruppe mit dem Focus Award ausgezeichnet, der im Rahmen der Asia Artist Awards verliehen wurde.

### Erstes Single-AlbumDaytour

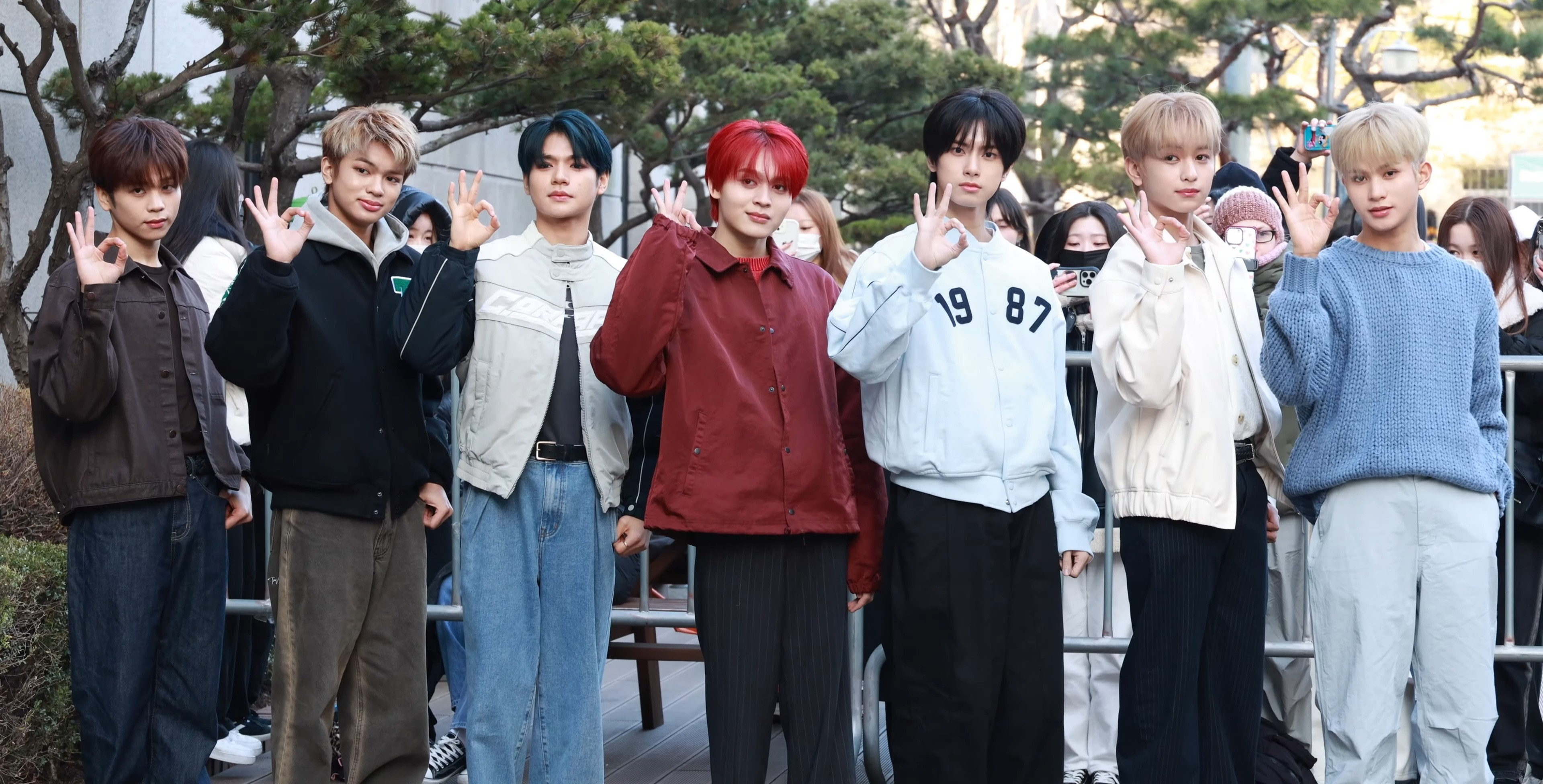
Die Mitglieder von Hori7on im März 2024.

Im November 2023 gab MLD bekannt, dass die Gruppe Anfang des kommenden Jahres eine neue Single veröffentlichen werde. Zudem spielte die Boygroup am 19. Januar 2024 auf der Eröffnungsfeier der Olympischen Jugend-Winterspiele, die im südkoreanischen Gangwon ausgerichtet wurden. Das erste Single-Album Daytour wurde am 14. Februar 2024 für den 2. März gleichen Jahres angekündigt.
Um für die Veröffentlichung des Single-Albums zu werben, ging die Gruppe auf Tournee durch die Philippinen, bei der sie landesweit in der Unternehmenskette SM Supermalls Konzerte spielten.

## Name
Der Name der Boygroup wurde von den Zuschauern der Ausscheidungsshow Dream Maker, in der die Mitglieder der Gruppe gesucht wurden, konzipiert. Es ist eine Referenz an die Träume der sieben Bandmitglieder, die auf gleicher Höhe starteten, an einem gemeinsamen Punkt aufeinandertrafen und das gleiche Ziel vor Augen haben. Weitere Vorschläge für den Namen der Gruppe waren B2in, Pr7me, DM7 und Bright7. Namensvorschläge konnten zwischen dem 21. Januar 2023 und dem 3. Februar gleichen Jahres eingereicht werden. Aus diesen wurde am Finale von Dream Maker der Name der Gruppe gewählt.
Der Name des offiziellen Fanclubs, Anchors, wurde am 23. April 2023 während des ersten Fanmeetings im New Frontier Theater in Araneta City verkündet. In der Dokumentationsserie 100 Days Miracle wurde die Bedeutung des Namens erläutert. Dieser stehe für die ehrlichen Herzen der Fans, die die Musiker beim Erreichen ihrer Ziele und Träume unterstützen wollen.

## Musik
Die Musik der Boygroup ist eine Mischung aus koreanischer und philippinischer Popmusik. Die Liedtexte sind auf englisch, koreanisch und in philippinischen Sprachen gehalten.
In einem Interview am 23. März 2023 mit der Zeitung Manila Times erklärte der Leader Vinci Malizon, „dass die Gruppe sich im Prozess befinde, einen eigenen Sound zu kreieren.“ Anfang Mai gleichen Jahres sagte Vinci, dass die Gruppe versuche, verschiedene Elemente in ihren Klang zu integrieren, um den derzeitigen Trends im K-Pop gerecht zu werden. Dabei nannte er die koreanischen Idol-Gruppen Fifty Fifty und Ive als musikalische Beispiele. Die Mitglieder haben angekündigt, ihre philippinischen Wurzeln mit ihrem Debüt in Südkorea bewahren zu wollen und äußerten den Wunsch, auch Liedtexte in ihrer Landessprache nutzen zu dürfen, um ihre Herkunft zu unterstreichen. Bei ihrem offiziellen Debüt am 24. Juli 2023 erzählte Jeromy Batac, dass die Gruppen NCT und Enhypen als Vorbilder dienen.

## Diskografie

### Studioalben
| Jahr | Titel Musiklabel              | Höchstplatzierung, Gesamtwochen, AuszeichnungChartsChartplatzierungen (Jahr, Titel, Musiklabel, Platzierungen, Wochen, Auszeichnungen, Anmerkungen) | Anmerkungen                                                         |
| Jahr | Titel Musiklabel              | KR | Anmerkungen                                                         |
| ---- | ----------------------------- | --- | ------------------------------------------------------------------- |
| 2023 | Friend-Ship MLD Entertainment | KR7 (4 Wo.)KR | Erstveröffentlichung: 24. Juli 2023 Format: CD, Download, Streaming |

### Single-Alben
| Jahr | Titel Musiklabel           | Höchstplatzierung, Gesamtwochen, AuszeichnungChartsChartplatzierungen (Jahr, Titel, Musiklabel, Platzierungen, Wochen, Auszeichnungen, Anmerkungen) | Anmerkungen                                                       |
| Jahr | Titel Musiklabel           | KR | Anmerkungen                                                       |
| ---- | -------------------------- | --- | ----------------------------------------------------------------- |
| 2024 | Daytour MLD Entertainment  | — | Erstveröffentlichung: 2. März 2024 Format: Download, Streaming    |
| 2024 | Daytour2 MLD Entertainment | — | Erstveröffentlichung: 13. August 2024 Format: Download, Streaming |

### Singles
| Jahr               | Titel Album              | Höchstplatzierung, Gesamtwochen, AuszeichnungChartsChartplatzierungen (Jahr, Titel, Album, Platzierungen, Wochen, Auszeichnungen, Anmerkungen) | Anmerkungen                           |
| Jahr               | Titel Album              | KR | Anmerkungen                           |
| ------------------ | ------------------------ | --- | ------------------------------------- |
| Offizielle Singles |                          | |                                       |
|                    |                          | |                                       |
| 2023               | Six7een Friend-Ship      | — | Erstveröffentlichung: 24. Juli 2023   |
| 2023               | Birthday Friend-Ship     | — | Erstveröffentlichung: 25. August 2023 |
| 2024               | Lucky Daytour            | — | Erstveröffentlichung: 2. März 2024    |
| 2024               | Sumayaw Sumunod Daytour2 | — | Erstveröffentlichung: 13. August 2024 |
| 2025               | Cold –                   | — | Erstveröffentlichung: 2025            |
| Promosingles       |                          | |                                       |
|                    |                          | |                                       |
| 2023               | Dash Friend-Ship         | — | Erstveröffentlichung: 22. März 2023   |
| 2023               | Salamat Friend-Ship      | — | Erstveröffentlichung: 5. April 2023   |
| 2023               | Lovey Dovey Friend-Ship  | — | Erstveröffentlichung: 31. Mai 2023    |